# 支提 (建筑)

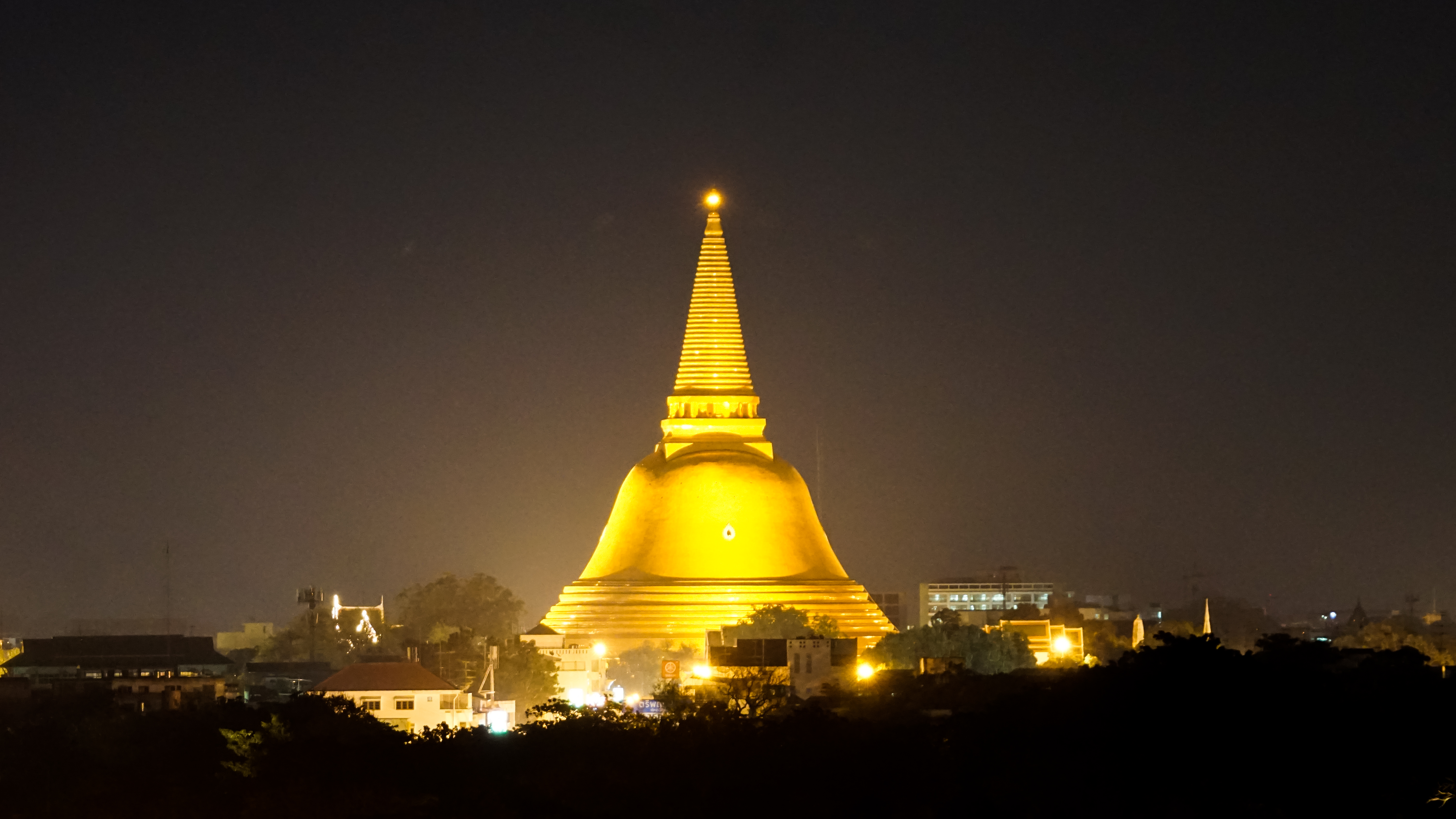
泰国最大佛塔之一的佛统大塔；在泰语中，“支提”与“窣堵坡”互通。

支提，又作支帝、枝提、支陀、支征、脂帝、制多、制底、制底耶，意译积集、聚相，原意指佛灭度火化之后以土石﹑香柴积聚而成的纪念物，现常译为“佛塔”。

## 支提与窣堵波之区别
一般而言，支提是佛教建筑物，与窣堵波的性质不同。依《摩诃僧祇律》之说，“支提”指礼拜场所——安置有藏舍利的小型窣堵波，称为“塔婆”；安置未藏舍利的窣堵波，以及仅仅纪念性的塔庙、祠堂、佛殿等等佛教建筑设施，统称为“支提”。